# Christopher McKivat
Christopher Hobart "Chris" McKivat, també escrit McKivatt, (Cumnock, Nova Gal·les del Sud, 27 de novembre de 1879 - Sydney, 4 de maig de 1941) va ser un jugador i entrenador de rugbi a 15 i rugbi a 13 australià que va competir amb la selecció d'Austràlia a començaments del segle xx.
El 1908 va ser seleccionat per jugar amb la selecció d'Austràlia de rugbi a 15 que va prendre part en els Jocs Olímpics de Londres, on guanyà la medalla d'or. En aquest equip n'era el capità.
En retirar-se passà a exercir tasques d'entrenador al North Sydney Bears.
Va morir el 4 de maig de 1941 després d'una curta malaltia. El 2005 McKivat fou incorporat a l'Australian Rugby League Hall of Fame.